# Sansanding
Sansanding es una comuna o municipio del círculo de Segú de la región de Segú, en Malí. En abril de 2009 tenía una población censada de 23 399 habitantes.
Se encuentra ubicada en el centro-oeste del país, a poca distancia del río Níger.